# Sofia Wylie
Sofia Wylie (Scottsdale, Arizona; 7 de enero de 2004) es una actriz y bailarina estadounidense. Ganó prominencia en su papel de Buffy Driscoll en la serie de Disney Channel, Andi Mack. Entre otros papeles se destacan Cory Bailey en la película de 2019 Back of the Net, Rini Williams en la serie animada francesa Marvel Rising, Mia Brooks en la webserie Shook y Gina Porter en la serie de Disney+ High School Musical: The Musical: The Series.

## Vida personal
Wylie nació en Scottsdale, Arizona y se crio en Tramonto con sus padres Chris y Amy. Tiene una hermana mayor, Isabella "Bella", quien apareció en un episodio de Chopped Junior y ganó. Wylie ha venido bailando desde que tenía 5 años y entrenó actuación en Second City Training Center en Hollywood, California.

## Carrera
Wylie comenzó su carrera de baile haciendo apariciones en So You Think You Can Dance en 2011 y 2016, y en America's Got Talent en 2015. Debutó en el Purpose World Tour de Justin Bieber. En 2017 empezó una especie de serie de baile con bailarines de Utah mientras filmaba Andi Mack. En 2019 empezó Dancing with Sofia Wylie, una serie IGTV educacional sobre baile.
En 2016 se anunció que Wylie protagonizaría su mayor papel actoral como Buffy Driscoll, un personaje principal y uno de los mejores amigos de Andi, de la serie de Disney Channel, Andi Mack.
Wylie hizo su primer debut fílmico como Cory Bailey en la película australiana de 2019, Back of the Net, la cual se estrenó en los cines australianos y en Disney Channel en Estados Unidos y Latinoamérica. También tiene un papel de voz como Riri Williams en la película de televisión animada, Marvel Rising: Heart of Iron, que se estrenó en Disney XD. El 15 de febrero de 2019 se anunció que interpretaría a Gina Porter en la próxima serie de Disney+, High School Musical: The Musical: The Series. La serie se estrenó en la plataforma en noviembre de 2019 y ya cuenta con tres temporadas y una cuarta en grabaciones 
Wylie debutó en su primera canción, "Side by Side", para Marvel Rising: Chasing Ghosts en enero de 2019.

## Filmografía
| Películas  | Películas                                    | Películas                       | Películas                |
| Año        | Título                                       | Papel                           | Notas                    |
| ---------- | -------------------------------------------- | ------------------------------- | ------------------------ |
| 2019       | Back of the Net                              | Cory Bailey                     |                          |
| 2022       | La Escuela del Bien y del Mal                | Agatha                          |                          |
| Televisión |                                              |                                 |                          |
| Año        | Título                                       | Papel                           | Notas                    |
| 2011, 2016 | So You Think You Can Dance                   | Ella misma                      | Bailarina; 2 episodios   |
| 2015       | America's Got Talent                         | Ella misma                      | Bailarina; 1 episodio    |
| 2017       | Nicky, Ricky, Dicky & Dawn                   | June                            | 3 episodios              |
| 2017–19    | Andi Mack                                    | Buffy Driscoll                  | Elenco principal         |
| 2019       | Marvel Rising: Heart of Iron                 | Ironheart / Rini Williams (voz) | Película para televisión |
| 2019       | Marvel Rising: Battle of the Bands           | Ironheart / Rini Williams (voz) |                          |
| 2019–23    | High School Musical: The Musical: The Series | Gina Porter                     | Elenco principal         |
| 2020       | Descendants Remix Dance Party                | Ella misma                      | Especial de televisión   |
| 2020       | Spider-Man: Maximum Venom                    | Ironheart / Riri Williams (voz) |                          |
| Web        |                                              |                                 |                          |
| Año        | Título                                       | Papel                           | Notas                    |
| 2019       | Shook                                        | Amelia «Mia» Brooks             | Elenco principal         |